# The Spirit of Jealousy
The Spirit of Jealousy è un cortometraggio muto del 1914. Il nome del regista non viene riportato nei credit del film interpretato da Alfred Paget e Gretchen Hartman.

## Produzione
Il film fu prodotto dalla Biograph Company.

## Distribuzione
Distribuito dalla General Film Company, il cortometraggio a 35 mm della durata di un rullo uscì nelle sale cinematografiche statunitensi il 1º ottobre 1914.
Non si conoscono copie ancora esistenti della pellicola che viene considerata presumibilmente perduta.